# هنري ويليام ألان
هنري ويليام ألان هو سياسي كندي، ولد في 29 ديسمبر 1843 في كندا، وتوفي في 10 مارس 1913. حزبياً، نشط في الحزب الليبرالي الكندي. وقد انتخب عضو مجلس العموم الكندي.